# V/R relation
V/R_relation（ブイアール・リレーション）は、FM NORTH WAVEで放送されていたラジオ番組。

## 概要
リアル・バーチャル各シーンで活動する週替りのパーソナリティが最新情報・カルチャーの紹介を交えたトークを通じてリアルとバーチャルの架け橋を目指す音楽番組。月替りのテーマでのリスナーメッセージの紹介やアニメソング歌手・VTuberからのゲストコメントが放送された。
パーソナリティは当初月1回ずつの頻度で4組が担当していたが、末期の2023年1月以降は前半・後半で月2回ずつ2名が担当する形に改められた。また最終回では末期までパーソナリティを務めたSifar・nonoc両名が出演してのクロストーク企画を展開した。
2023年3月をもって終了、後番組の「PLANT CHANNEL」では本番組に引き続きLIVE AIR TECHNOLOGIESが提供を行う。

## パーソナリティ
| 週       | 担当者 | 備考                                 |
| -------- | ------ | ------------------------------------ |
| 第1・2週 | nonoc  | 2022年4月5日から12月6日は第1週担当   |
| 第3・4週 | Sifar  | 2022年4月12日から12月13日は第2週担当 |

過去のパーソナリティ
- 2022年4月19日 - 12月20日 Lantisアーティスト（月替り・第3週担当）[注 1]
  - 4月19日 - 6月21日 yuxuki waga（fhána） [4][5][6]
  - 7月19日 叶[7]
  - 8月16日 樋口楓[8]
  - 9月20日 ミライアカリ[9]
  - 10月18日 ココロヤミ・taahii[10]
  - 11月15日 R・O・N（STEREO DIVE FOUNDATION[11]
  - 12月20日 MindaRyn[12]
- 2022年5月31日・8月30日・11月29日 水科葵（GEMS COMPANY）[13][14][15]（第5週ゲストパーソナリティ）
- 2022年4月25日 - 2023年1月31日 風越星名[16][17]（第4週担当、2023年1月のみ第5週担当）

## ゲスト
特記がない場合はコメントゲスト。
2022年
- 4月26日 水科葵（GEMS COMPANY）[18]
- 5月11日 樋口楓[19]
- 5月18日 叶[20]
- 6月14日 ユプシロン[21]
- 7月12日 ReoNa[22]
- 7月26日 花譜[23]
- 8月2日 前島麻由[24]
- 8月23日 神楽めあ[25]
- 9月6日 安月名莉子[26]
- 9月13日 水科葵（GEMS COMPANY）[27]
- 9月27日 Yue（月詠み）[28]
- 10月11日 藍井エイル[29]
- 11月1日 井口裕香[30]
- 12月13日 MaiR、黒崎真音、春奈るな[31]
- 12月27日 因幡はねる[32]

2023年
- 2月21日 坂本真綾[33]
- 3月7日 伊東歌詞太郎[34]
- 3月21日 草野華余子（電話インタビュー）[35]
- 3月28日 nonoc（スタジオゲスト）[36]